# Leptogorgia alba
Leptogorgia alba is een zachte koraalsoort uit de familie Gorgoniidae. De koraalsoort komt uit het geslacht Leptogorgia. Leptogorgia alba werd in 1864 voor het eerst wetenschappelijk beschreven door Duchassaing & Michelotti. 